# Cái chết của Mèo Béo
Vào lúc 4 giờ 43 phút, rạng sáng ngày 11 tháng 4 năm 2024, theo giờ Bắc Kinh đã xảy ra một vụ tự tử của nam thanh niên người Trung Quốc có biệt danh "Mèo Béo" – tên thật là Lưu Kiệt. Anh đã quyên sinh tại cầu Thạch Bản Pha sông Dương Tử ở khu vực Trùng Khánh vào lúc 20 tuổi. Cái chết của anh đã gây ra sự chú ý mạnh mẽ trên cộng đồng mạng. Khi còn sống, anh là một game thủ và là một người cày hạng của tựa game Vương Giả Vinh Diệu, đây cũng là nguồn thu nhập chính của anh. Trong game, anh đã gặp được Đàm Trúc và có mối quan hệ tình cảm với cô kéo dài hơn hai năm. Cả hai cũng được cho là sẽ kết hôn vào tháng 5 năm 2024. Sau khi anh qua đời, gia đình đã nhiều lần tố cáo Đàm Trúc vì đã lừa đảo Mèo Béo. Gia đình anh cũng tố cáo cô chia tay vì "không thể mang lại giá trị tình cảm" và là người đồng tính nữ. Trước khi chết, Mèo Béo đã chuyển 66.666 nhân dân tệ cho Đàm Trúc như là một món quà tự nguyện. Thi thể của anh đã được trục vớt vào ngày 23 tháng 4. Tuy nhiên, đến ngày 19 tháng 5 năm 2024, cơ quan cảnh sát điều tra địa phương đã khẳng định Đàm Trúc không có hành vi lừa đảo và mối quan hệ của cả hai là công khai và tự nguyện. Chị của Lưu Kiệt cũng được phía cơ quan công an cho rằng đã tung tin sai nhằm bắt nạt Đàm Trúc trên mạng chỉ vì Đàm Trúc không hoàn trả lại toàn bộ số tiền mà Lưu Kiệt đã từng đưa cho cô.
Nguyên nhân tử vong của anh cũng đã gây ra nhiều tranh cãi. Tuy nhiên, nhiều người vẫn cho rằng do bản thân anh xuất thân trong một gia đình không hạnh phúc, không giao tiếp xã hội và phải tiếp xúc với trò chơi điện tử lâu dẫn đến dễ bị dẫn dắt và lợi dụng.

## Mèo Béo
Mèo Béo (tiếng Trung: 胖猫; Hán-Việt: Bàn Miêu; bính âm: Pàng Māo) tên thật là Lưu Kiệt (tiếng Trung: 刘杰; bính âm: Liú Jié) sinh năm 2003 tại Hồ Nam, Trung Quốc. Anh xuất thân trong một gia đình có bố mẹ ly hôn từ khi còn nhỏ. Sau khi ly hôn, Mèo Béo được mẹ nuôi dưỡng. Khi lớn lên, mối quan hệ giữa anh và gia đình cũng được cho là ngày càng xa cách và chỉ liên lạc với chị gái. Thay vì đi học đại học, Mèo Béo đã tự mình kiếm tiền thông qua việc cày thuê các trò chơi điện tử, anh cũng được xem là "bậc thầy" trong trò chơi Vương Giả Vinh Diệu. Mèo Béo là ID của anh trong game này, có nguồn gốc từ vị tướng có tên gọi Mộng Kỳ mà anh chơi có hình dạng giống chú mèo béo. Theo New Sina, công việc "cày hạng" của anh sẽ có thể kiếm được 25 nhân dân tệ cho mỗi trận đấu, ước tính anh đã phải ngồi trước máy tính từ 14–15 tiếng để làm việc mỗi ngày.

## Diễn biến

### Thông tin ban đầu
Mèo Béo là một game thủ nổi tiếng của tựa game Vương Giả Vinh Diệu, anh thường nhận "cày hạng" thuê để kiếm tiền. Vào năm 2022, trong quá trình "cày hạng" anh đã gặp được một người phụ nữ tên Đàm Trúc (giản thể: 谭竹; phồn thể: 譚竹; bính âm: Tán Zhú) – người gốc Trùng Khánh sinh năm 1997 khi cô nhờ anh "kéo hạng". Trong khoảng thời gian quen nhau, Đàm Trúc đã nhờ Mèo Béo chuyển tiền cùng quà tặng vì nhiều lý do khác nhau và được đáp ứng. Mức chuyển tiền của Mèo Béo dành cho Đàm Trúc dao động từ 3.000–20.000 nhân dân tệ một lần chuyển. Các chi phí khác như tiền tổ chức sinh nhật, tiêm phòng ung thư, mua đồ, thuê nhà, nợ ngân hàng... cũng được Mèo Béo chi trả. Anh thậm chí được cho còn tặng bạn gái một chiếc điện thoại và hỗ trợ vốn mở tiệm hoa lên tới 70.000 nhân dân tệ. Khi Đàm Trúc mong muốn mua vòng tay trị giá 9.999 nhân dân tệ cũng được Mèo Béo chuyển khoản 10.000 nhân dân tệ. Cuối năm 2023, Đàm Trúc đã chia tay Mèo Béo với lý do "không muốn yêu xa". Sau đó, Mèo Béo đã chuyển từ Hồ Nam đến Trùng Khánh để sinh sống. Tuy nhiên, Đàm Trúc đã bác bỏ đề nghị sống chung từ Mèo Béo vì "không muốn sống chung trước hôn nhân". Tại đây, anh đã phải sống một mình trong căn nhà thuê gần nửa năm. Trong quá trình quen Đàm Trúc, Mèo Béo cũng được cho là chỉ ăn thức ăn với giá 10 nhân dân tệ hay đôi lúc huỷ đơn và đặt lại để tiết kiệm 5 hào. Ảnh đại diện của anh còn được đổi thành "Tôi không muốn ăn rau, tôi muốn ăn McDonald's". Trong tài khoản game, anh còn ghi chú "đồ ăn ngon đều ở trong mơ". Trước đó thậm chí cô còn đã đề nghị được gả cho Mèo Béo.
Đầu tháng 4 năm 2024, Đàm Trúc đề nghị chia tay Mèo Béo lần thứ hai, lúc này Mèo Béo được cho là vẫn cố gắng hết sức giúp đỡ và chuyển tiền cho cô. Sau khi để lại 66.666 nhân dân tệ còn lại như một "món quà tự nguyện", anh đã tự tử trên cầu Thạch Bản Pha sông Dương Tử ở Trùng Khánh vào lúc 4 giờ 43 phút ngày 11 tháng 4 năm 2024, theo giờ Bắc Kinh. Ngoài số tiền để lại, anh còn gửi cho cô 760 bông hoa tượng trưng cho số ngày mà cả hai quen nhau. Trước đó vào tháng 3 khi sinh nhật cô, cả hai còn gặp gỡ, nói chuyện vui vẻ với nhau và Đàm Trúc cũng được Mèo Béo tặng cho một chiếc iPhone 15. Sau đó, Đàm Trúc và bố của Mèo Béo cũng đã có một thỏa thuận với số tiền bồi thường trị giá 130.000 nhân dân tệ. Trong suốt 2 năm 5 tháng quen nhau, cả hai cũng chỉ có 2 lần gặp gỡ. Cả hai trước đó cũng đã có dự định kết hôn vào tháng 5 năm 2024. Lý do chia tay lúc này được đưa ra là vì "không mang lại giá trị tình cảm" và cô là người đồng tính nữ. Sau khi tính toán, theo chị gái của Mèo Béo, tổng số tiền Mèo Béo đã đưa cho Đàm Trúc là 510.000 nhân dân tệ và đăng thông tin này lên mạng xã hội và được nhiều người biết đến. Đến ngày 23 tháng 4, thi thể của anh đã được phát hiện. Cũng theo chị của Mèo Béo, thi thể của anh đã được hỏa táng vào ngày 3 tháng 5. Một số thông tin cho rằng, Đàm Trúc là người đồng tính nữ và đã có mối tình với một người con gái khác vào tháng 4 năm 2023 trong giai đoạn còn quen Mèo Béo nhưng vì được Mèo Béo chuyển tiền nên cô đã gác lại mối quan hệ kia. Theo chia sẻ của người tự xưng là người yêu cùng giới của Đàm Trúc đã xác nhận cả hai có thời gian quen nhau và cùng đến Đại Lý chơi. Cả hai đã quen nhau trong một quán bar và quen nhau từ đó, tuy nhiên, đến tháng 8 năm 2023 thì cả hai người đã chia tay nhau. Thi thể của anh được trục vớt tại khu vực Trường Thọ, Trùng Khánh sau 10 ngày kể từ khi anh tự tử. Khi được tìm thấy, thi thể đã bị sưng tấy và thối rữa. Quá trình hỏa thiêu anh cũng được chị gái Mèo Béo thực hiện tại địa phương này.

### Thông tin đính chính
Đến ngày 19 tháng 5, theo công an quận Nam Ngạn, thành phố Trùng Khánh khi Đàm Trúc và Lưu Kiệt quen nhau cả hai đều công khai dưới danh tính thật. Trong nhiều năm, họ đã gặp gỡ người thân, bạn bè của nhau và tiết lộ tình trạng yêu đương ở một mức độ nhất định. Đồng thời, theo phía cảnh sát, họ đã cùng tiết kiệm tiền để lên kế hoạch cho cuộc sống chung. Công an địa phương khẳng định Đàm Trúc không hề "che giấu sự thật" hay "lừa gạt người khác dưới danh nghĩa tình yêu". Đồng thời, các hành vi của cô trong vụ việc không thể cấu thành tội lừa đảo chiếm đoạt tài sản. Trước đó, vào ngày 11 tháng 5, địa phương cũng đã báo cho Lưu Nghị (28 tuổi, chị gái của Lưu Kiệt) khi cô này cho rằng Đàm Trúc đã lừa gạt em trai mình về việc không khởi tố vụ án. Cảnh sát cho biết rằng hai bên gia đình cũng đã được hòa giải, và Đàm Trúc sẽ trao trả lại toàn bộ số tiền chênh lệch trong mối quan hệ với Mèo Béo. Thông qua tài khoản có tên "Keke Can't Sleep", chị gái của Mèo Béo đã đăng tải tổng cộng 25 video bao gồm cả ảnh chụp màn hình WeChat và thông tin tài chính giữa Mèo Béo và Đàm Trúc.
Cả hai được cho là bắt đầu quen nhau từ tháng 11 năm 2021 và bắt đầu xác nhận mối quan hệ tình cảm từ ngày 24 tháng 12 năm 2021. Đến tháng 3 năm 2022, cả hai đã có cuộc gặp gỡ ở Hồ Nam cùng với một vài người thân. Cả hai sau đó cũng đã có những lần rạn nứt tình cảm, chia tay rồi quay lại vào tháng 2 năm 2023 và do không muốn yêu xa nên Mèo Béo đã quyết định đến Trùng Khánh để sinh sống cạnh Đàm Trúc từ tháng 10 cùng năm. Sau đó khoảng một tháng, Đàm Trúc được cho là đã công khai mối quan hệ lên WeChat và cùng mở một cửa hàng bán hoa với sự góp vốn khoảng 70.000 tệ từ Mèo Béo. Trong kỳ nghỉ Tết Nguyên Đán 2024, Đàm Trúc cũng đã được cho có đưa Mèo Béo về ra mắt gia đình, tuy nhiên đến đầu tháng 4, cả hai đã xảy ra mâu thuẫn và quyết định chia tay. Số tiền mà Mèo Béo chuyển khoản cho Đàm Trúc được cảnh sát xác nhận là khoảng 799.000 nhân dân tệ. Ngược lại, Đàm Trúc cũng đã chuyển cho Mèo Béo cùng gia đình anh 463.000 nhân dân tệ bao gồm cho Mèo Béo 297.000 nhân dân tệ, chị của Mèo Béo 30.000 nhân dân tệ và bố Mèo Béo 136.000 nhân dân tệ.
Theo cơ quan cảnh sát điều tra, công an quận Nam Ngạn cho biết sau khi Mèo Béo tự tử, chị của anh đã xem điện thoại mà anh để lại đồng thời liên lục phát tán cuộc trò chuyện riêng của anh và Đàm Trúc thông qua tài khoản Douyin của mình. Theo phía công an địa phương, chị của Mèo Béo "đã khiến" Đàm Trúc bị cộng đồng mạng công kích và xúc phạm, ảnh hưởng đến cuộc sống của cô này. Đồng thời, theo Tân Hoa Xã, Lưu Nghị cũng đã thừa nhận hành vi trái pháp luật của mình. Ngoài ra, cảnh sát cũng được cho là sẽ buộc tội chị gái của Mèo Béo với tội danh xâm phạm quyền riêng tư của Đàm Trúc. Hành động của Lưu Nghị được cho là xảy ra sau khi bố của Mèo Béo liên hệ với Đàm Trúc nhằm đòi lại số tiền của con trai mình đưa trong mối quan hệ, nhưng vì "cảm thấy không đủ" nên cố tình tấn công mạng Đàm Trúc. Theo chia sẻ từ một cán bộ trong Văn phòng Công an Trùng Khánh, Lưu Nghị cũng đã có hành vi mua tương tác nhằm gia tăng sự nổi tiếng, gây ảnh hưởng nghiêm trọng đến an ninh mạng.

## Ảnh hưởng

### Phản ứng đại chúng
Khoảng ngày 3 tháng 5, nhiều người dân Trùng Khánh đã bắt đầu kéo đến nơi anh tự tử để đặt hoa, sản phẩm của McDonald's, trà sữa... để tưởng nhớ đến anh. Trước đó, trên trang cá nhân của Mèo Béo cũng có chia sẻ nội dung, "Tôi không muốn ăn rau, tôi thực sự muốn ăn McDonald's". Tuy nhiên, sau đó nhiều người phát hiện các gói mà họ yêu cầu gửi đến đây đều trống rỗng và không có đồ ăn bên trong. Trà sữa đã được thay thế bằng nước đun sôi khiến nhiều cộng đồng mạng không hài lòng. Năm thương hiệu bao gồm trà sữa ChaPanda, Mixue, Wallace, burger New Yobo và bún ốc Zhu Xiaoxiao cũng đã phải lên tiếng xin lỗi. Các cửa hàng này tuyên bố sẽ áp dụng hình phạt bao gồm việc đóng cửa hàng, hủy hợp đồng, đình chỉ... cùng việc hoàn trả tất cả các đơn hàng có liên quan và bồi thường gấp 10 lần số tiền đã đặt. ChaPanda, Mixue và Wallace sau đó cũng đã sa thải một số nhân viên có liên quan đến vụ việc. Trong khi đó, ChaPanda đã quyên góp một triệu nhân dân tệ cho Quỹ Phát triển Thanh niên Tứ Xuyên trên danh nghĩa của "Mèo Béo". Trên báo Tân Kinh cho rằng, việc sử dụng đồ ăn để tưởng niệm người đã khuất là "sai trái" và "lãng phí", thay vào đó kêu gọi mọi người chỉ nên tưởng niệm nạn nhân bằng hoa trên cầu. Trong ngày 3 tháng 5, chị gái của Mèo Béo cũng kêu gọi mọi người ngừng đặt hàng giao đồ ăn đến cầu vì "sợ ảnh hưởng giao thông". Trên Weibo, câu chuyện của Mèo Béo cũng đã trở thành đề tài nóng khi thu hút lên tới 120 triệu lượt xem và 735.000 bài thảo luận. Vụ việc được cho là tạo tiếng vang khá lớn khi phản ánh văn hóa Trung Quốc trong việc nam giới luôn chịu áp lực cung cấp tài chính trong các mối quan hệ. Cộng đồng mạng Trung Quốc cũng đã so sánh sự cố với vụ tự tử của Tô Hưởng Mậu diễn ra vào năm 2017.
Đến ngày 4 tháng 5, quản trị của Sina Weibo đã phát hiện nhiều hành vi bình luận cực đoan, miệt thị giới tính và thậm chí còn có chế giễu, tấn công người đã khuất. Đơn vị này khẳng định sẽ mạnh tay xử lý các trường hợp có liên quan. Tổng cộng đến khi công bố bài viết, đơn vị này đã xóa 2.569 bài viết và 235 tài khoản bị cấm từ 15 ngày đến vĩnh viễn. Tuy nhiên theo Đài Á Châu Tự Do thì một số công dân mạng cho rằng chính phủ Trung Quốc đang lợi dụng câu chuyện này để đánh lạc hướng vụ sập đường cao tốc ở Quảng Đông. Tương tự, Tinh Châu nhật báo cũng cho rằng vụ việc của Mèo Béo đã trở nên phổ biến gấp nhiều lần so với vụ sập đường cao tốc khiến cho 48 người tử vong, đồng thời trích dẫn góc nhìn từ người dùng Internet rằng "mạng sống của 48 người không bằng mạng sống của một người".

### Đánh giá
Nữ diễn viên Triệu Anh Tử cũng đã lên tiếng ủng hộ Mèo Béo và mong rằng không ai gặp phải người như Đàm Trúc. Nữ diễn viên cũng yêu cầu mọi người nên yêu thương bản thân mình hơn. Nhiều người hâm mộ cũng cho rằng việc anh bị thiếu đi tìm cảm gia đình, cô lập bản thân trong trò chơi điện tử, ít giao tiếp xã hội nên đã khiến bản thân dễ bị dẫn dắt và lợi dụng. Vụ tự tử của Mèo Béo cũng như một lời cảnh tỉnh cho nhiều bậc phụ huynh về việc đã hiểu rõ con cái của mình hay chưa, khi bản thân thế hệ trẻ có xu hướng càng lớn càng hạn chế giao tiếp và chia sẻ các vấn đề của bản thân với gia đình. Một số ý kiến cho rằng, xuất thân trong một gia đình có bố mẹ ly hôn, mối quan hệ gia đình đứt gãy nên đứa trẻ sẽ có thể lớn lên trong tự ti và thiếu hụt đi sự yêu thương từ gia đình. Chính vì vậy, những đứa trẻ này khi lớn lên luôn chờ đợi và khao khát được sự âu yếm hay những lời nói vỗ về.
Theo nhà báo Tuệ Minh của Dân trí, anh cho rằng giới trẻ đang có xu hướng yêu đương bồng bột và suy nghĩ không chín chắn hoặc thiếu sáng suốt sau khi bị chia tay hay bỏ rơi trong mối quan hệ. Đồng thời cho rằng, phụ huynh nên là nơi chia sẻ, điểm tựa cho con cái sau những cuộc tình. Chia sẻ trên The Straits Times, nhiều chuyên gia xã hội học cho biết tư tưởng phổ biến trong xã hội Trung Quốc chính là người đàn ông luôn là người cung cấp tài chính như một trách nhiệm trong mối quan hệ. Đồng thời, tỷ lệ chênh lệch giới tính gia tăng cũng đang trầm trọng vấn đề tìm vợ của nam giới. Tư tưởng nam giới phải có nhà và xe hơi trước khi kết hôn vẫn còn cho là đang tồn đọng. Ngoài ra, người cầu hôn còn phải chu cấp một phần quà hứa hôn cho gia đình của cô dâu. Áp lực tài chính cũng được cho là ngày càng gia tăng khi mức tăng trưởng thu nhập tại Trung Quốc đang chậm lại trong khi đó chi phí sinh hoạt thì lại càng gia tăng. Báo Kompas đã lấy dẫn chứng từ Mèo Béo cho hiện tượng tự tử ở thế hệ Z, thế hệ được cho phải đối mặt với các áp lực từ chi phí sinh hoạt, lương thấp và khó tìm việc làm. Tờ báo cũng đã liên hệ nhiều người nổi tiếng thuộc thế hệ Z khác tự tử tại Nhật Bản, Trung Quốc, Hàn Quốc và yêu cầu có các biện pháp hỗ trợ dành cho thế hệ này.

## Liên quan

### Tranh cãi giữa chị của Mèo Béo và Đàm Trúc
Sau khi bài đăng tố cáo của chị gái Mèo Béo được công khai, Đàm Trúc ngay lập tức nhận nhiều lời chỉ trích từ cộng đồng mạng và yêu cầu hoàn trả số tiền của Mèo Béo tặng cho cô về gia đình của anh. Chị của Mèo Béo cũng cho hay, Đàm Trúc đã liên hệ với cô để yêu cầu giải quyết nhưng đã bị cô từ chối; cô khẳng định sẽ "đi tìm công lý" cho em trai của mình. Trong những ngày sau đó, Đàm Trúc cũng chia sẻ việc bị bạo lực mạng đã khiến cô gặp vấn đề nghiêm trọng về tâm thần và bản thân phải đi đến bệnh viện để điều trị tâm lý 3 lần trong chỉ trong vòng nửa tháng. Cô khẳng định bản thân mình cũng đã hoàn trả 137.000 nhân dân tệ cho chị gái của nạn nhân. Đến ngày 19 tháng 5, sau khi cơ quan chức năng địa phương vào cuộc, hai bên gia đình đã được hòa giải. Phía Đàm Trúc sau đó cũng cam kết sẽ trao trả lại phần tiền chênh lệch trong mối quan hệ với Mèo Béo cho gia đình của anh.

### Thông tin thất thiệt và lợi dụng sự kiện
Trên mạng xã hội Trung Quốc lẫn Việt Nam đã lan truyền hình ảnh về một nam thanh niên được cho là Mèo Béo. Nhiều trang thậm chí còn câu tương tác kèm theo những dòng trạng thái như, "tội nghiệp Mèo Béo" trên bức ảnh của một chàng trai. Hình ảnh sau đó đã được xác nhận là một thầy giáo tiểu học có tài khoản Douyin tên Dương Quả Quả và đang sống tại Quảng Tây. Ngoài ra, một đoạn video xin lỗi của Đàm Trúc cũng đã được chia sẻ công khai trên mạng xã hội. Ban đầu, cộng đồng mạng đã đặt ra nghi vấn việc có người sử dụng trí tuệ nhân tạo để làm giả hình ảnh của Đàm Trúc khi cử chỉ của nhân vật trong video được cho là không thoải mái và chân thật. Tuy nhiên, đến hôm 4 tháng 5, cảnh sát Quảng Châu đã phát hiện và cáo buộc một người dẫn chương trình trực tuyến đã có hành vi nhờ bạn của mình giả làm Đàm Trúc và quay video xin lỗi nhằm thu hút tương tác. Nhóm người này đã quay tổng cộng hai đoạn video và đăng tải trên các nền tảng cá nhân. Đến ngày 11 tháng 5, các tài khoản liên quan của nhóm này đã bị cơ quan chức năng địa phương phong tỏa. Vào ngày 3 tháng 5, cảnh sát mạng thị trấn Lô Châu cũng đã xử phạt hành chính tài khoản "@tanzhuxiaxiayan" do đăng tải những thông tin được cho là sai sự thật liên quan đến vụ việc Mèo Béo. Cơ quan chức năng địa phương sau đó cũng đã hủy tài khoản tung tin sai sự thật. Đến ngày 19 tháng 5, tài khoản của chị Mèo Béo đã bị cơ quan chức năng cấm trên nhiều nền tảng sau khi được xem là cố tình dẫn dắt dư luận. Lượt theo dõi của cô cũng đã tăng trưởng nhanh chóng từ 263 lên 2,9 triệu lượt và nhận được hơn 14,556 triệu lượt thích.
Tại Trung Quốc, trong quá trình diễn ra sự kiện, hai blogger đến từ Trùng Khánh cũng đã lái xe đến quê hương của Đàm Trúc với nội dung "Tìm Trúc cho Mèo Béo" nhằm cung cấp địa chỉ nhà chi tiết của Đàm Trúc lên mạng xã hội. Cơ quan chức năng địa phương sau đó cũng đã giam giữ hai blogger trên trong 5 ngày và xử phạt hành chính vì tội xâm phạm quyền riêng tư. Một blogger khác tại địa phương này cũng đã tung tin bản thân từng là bạn gái của Đàm Trúc và gọi cô là một người "phụ nữ không bình thường". Người này sau đó đã bị tạm giam 9 ngày để điều tra và bị xử phạt hành chính. Ngoài ra, một người nổi tiếng trên mạng có tên Ân Thế Hàng đã đăng tải một dòng trạng thái lên trang cá nhân cho biết, "Nếu gia đình cần khởi kiện hay giúp đỡ gì, vui lòng liên hệ với tôi." Tuy nhiên, động thái này của anh lại bị cộng đồng mạng chỉ trích và phải gỡ bỏ. Sau đó, anh cũng đã đăng tải thông tin về tin nhắn trao đổi của anh và gia đình nhưng vẫn bị cho là cố gắng lợi dụng vụ việc để trở nên nổi tiếng. Ngoài ra, còn có Điệp Trứu Mai Khôi (tiếng Trung: 褶皺玫瑰; bính âm: Zhězhòu Méiguī) người tự xưng là tình cũ của Mèo Béo cũng đã lên tiếng bảo vệ anh chàng, nhưng bị cho là đang lợi dụng vụ việc để đánh bóng tên tuổi. Cuối cùng, cô đưa ra tuyên bố xóa toàn bộ kỷ niệm và chỉ chuyển tiếp lời nhắn của chị Mèo Béo. Tổng cộng đã có hơn 400 tin đồn trên mạng và bạo lực trực tuyến liên quan đến vụ việc. Tương tự ở Trung Quốc, một vài bộ phận người trẻ đã mua thức ăn nhanh và thả xuống Hồ Tây, Hà Nội nhằm để "cầu nguyện cho Mèo Béo". Tối ngày 6 tháng 5, Ban Quản lý Hồ Tây và Ủy ban nhân dân quận Tây Hồ cũng đã phát hiện 2 người mang đồ ăn thả xuống lòng hồ. Nhiều người đã cho rằng hành động của một số giới trẻ là "lãng phí" và "nhảm nhí". Tờ Tuổi Trẻ còn mỉa mai những người lợi dụng vụ việc tại Việt Nam là "TikToker máu hề".
Chi nhánh McDonald's tại Việt Nam cũng bị chỉ trích dữ dội sau khi đặt tên cho một danh mục combo trong cửa hàng dựa theo câu nói trên ảnh đại diện của Mèo Béo. Cụ thể, McDonald's Việt Nam đã đăng tải dòng giới thiệu danh mục đồ ăn: "Không thích Ăn Rau thì ĂN GÀ DÍNH PHÔ MAI BBQ" trên các nền tảng đặt đồ ăn trực tuyến. Người hâm mộ đã gọi hành động trên của thương hiệu đồ ăn nhanh là "vô duyên" và "vô cảm". Một số ý kiến cũng cho rằng, "sự ra đi của anh cần được tôn trọng" dù hành động đó có thể gây tranh cãi vì sự dại dột và chưa biết yêu chính bản thân mình". Sau khi bị chỉ trích, phía McDonald's Việt Nam đã gỡ bỏ toàn bộ nội dung có liên quan. Sau đó không lâu, trên Fanpage chính thức của cửa hàng cũng đã đăng bài gửi lời xin lỗi. Đơn vị này cho biết cũng nghiêm túc xem xét sự việc và do đơn vị thiếu cẩn thận trong việc kiểm duyệt nội dung được đăng tải. Mặc dù đã xin lỗi nhưng cộng đồng mạng Việt Nam vẫn tấn công dữ dội trang Facebook của chi nhánh.